# Tupàids
Els tupàids o tupaids (Tupaiidae) són una de les dues famílies vivents de tupaies. Contenen totes les espècies d'aquest ordre tret de la tupaia de cua emplomallada. Viuen al sud-est d'Àsia.